# Neil deGrasse Tyson
Neil deGrasse Tyson (Nueva York, 5 de octubre de 1958) es un astrofísico, escritor y divulgador científico estadounidense. Actualmente es director del Planetario Hayden en el Centro Rose para la Tierra y el Espacio, investigador asociado en el Departamento de Astrofísica del Museo Americano de Historia Natural. Desde el año 2006 es el presentador del programa de televisión de corte educativo científico NOVA ScienceNOW del canal público de Boston WGBH, miembro de PBS, y que ha sido un invitado frecuente en The Daily Show, The Colbert Report, Real Time with Bill Maher y Jeopardy!.
Tyson fue escogido para ser el anfitrión de la secuela del programa de televisión Cosmos: Un viaje personal, escrita y presentada originalmente por Carl Sagan. El programa, titulado Cosmos: A Spacetime Odyssey, fue estrenado el 9 de marzo de 2014. Además, tuvo una aparición en un episodio de la popular serie The Big Bang Theory, y también prestó su voz para un episodio de la serie animada Gravity Falls de Disney Channel, future-worm! y Martha Speaks, producida por WGBH para PBS Kids. Asimismo, en 2016 puso voz a un discurso filosófico en la canción «Exist» de la banda de heavy metal Avenged Sevenfold, con la cual cierra el álbum The Stage.

## Primeros años
Tyson fue el segundo de tres hijos nacidos en el distrito de Manhattan en la ciudad de Nueva York, pero se crio en el Bronx. Su madre, Sunchita Feliciano Tyson, fue gerontóloga de origen puertorriqueño, y su padre, Cyril deGrasse Tyson, fue sociólogo, comisionado de recursos humanos para el alcalde de la ciudad de Nueva York John Lindsay, y fue el primer director de la organización de activismo social Harlem Youth Opportunities Unlimited. Tyson concurrió al Bronx High School of Science (1972-1976, con énfasis en astrofísica) donde fue capitán del equipo de lucha y redactor jefe del Physical Science Journal de su colegio. Tenía un gran interés en la astronomía desde los once años, tras visitar el Planetario Hayden a los nueve. Tyson recuerda que «tan fuerte fue la huella [del cielo nocturno] que estoy seguro de que no tenía elección en ese tema, que de hecho, el universo me llamó». Estudió astronomía de manera obsesiva durante su adolescencia, y eventualmente obtuvo alguna fama en la comunidad astronómica dando presentaciones desde los quince años.
El astrónomo Carl Sagan, que era miembro de la facultad en la Universidad de Cornell, intentó reclutar a Tyson para que estudiara en esa universidad. Durante una entrevista con el escritor Daniel Simone, Tyson dijo: «Curiosamente, cuando envié mi solicitud para la Universidad de Cornell, en ella mostraba mi pasión por el estudio e investigación del universo. De algún modo la oficina de admisiones llevó mi solicitud al Dr. Sagan, y él en efecto tomó la iniciativa y cuidado de contactarme. Fue muy inspirador y una poderosa influencia. El Dr. Sagan era tan grandioso como el universo, y fue un gran mentor». Tyson decidió ingresar a la Universidad de Harvard, se especializó en física y vivió en la Currier House. Fue miembro del equipo de remo durante su primer año, pero luego volvió a dedicarse a la lucha. Tyson obtuvo un Bachelor of Arts en física de Harvard en 1980 y comenzó sus estudios de postgrado en la Universidad de Texas en Austin, donde obtuvo un Master of Arts en astronomía en 1983. Además de participar en los deportes de remo y lucha, también era activo en diversos estilos de baile, como danza jazz, ballet, danzas afrocaribeñas y bailes de salón latinos. En 1985 obtuvo la medalla de oro con el equipo de danza de la Universidad de Texas en una competencia nacional en el estilo de bailes de salón latinos. Comenzó a trabajar en su doctorado en la Universidad de Texas, pero luego se trasladó a la Universidad de Columbia en 1988, después de que su comité fuera disuelto. En la Universidad de Columbia, en 1989, obtuvo un Master of Philosophy en astrofísica y en 1991 un Ph.D. en astrofísica.

## Carrera

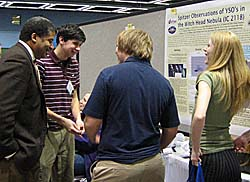
Tyson con estudiantes en una conferencia de la American Astronomical Society en el 2007.

La investigación de Tyson se ha enfocado en observaciones de formación y evolución estelar así como en cosmología y astronomía galáctica. Ha trabajado en numerosas instituciones, incluyendo la Universidad de Maryland, la Universidad de Princeton, el Museo Americano de Historia Natural y el Planetario Hayden.
Ha escrito numerosos libros populares de astronomía. En 1995 comenzó a escribir la columna «Universo» para la revista Natural History. En una columna de esta revista, en 2002, acuñó el término «Manhattanhenge» para describir los dos días al año en los cuales el sol al atardecer se alinea con el cruce de las calles del trazado urbano de Manhattan, permitiendo que el sol se vea a lo largo de calles laterales sin obstrucciones. La columna de Tyson también influyó su trabajo como profesor, con las lecturas en The Great Courses.
En 2001 el presidente George W. Bush lo designó para trabajar en la Commission on the Future of the United States Aerospace Industry (Comisión para el futuro de la industria aeroespacial de Estados Unidos) y en 2004 para trabajar en la President's Commission on Implementation of United States Space Exploration Policy (Comisión presidencial sobre la implementación de la política de exploración espacial de Estados Unidos), conocida como «Moon, Mars, and Beyond» (‘Luna, Marte y más allá’). Luego recibió el premio Medalla de la NASA al Servicio Público Distinguido, el mayor honor a civiles concedido por la NASA.
En 2004 fue el anfitrión de las cuatro partes de la miniserie Origins como parte de la serie Nova de la PBS y, junto a Donald Goldsmith, fue coautor de los volúmenes que acompañaron esta serie, Origins: Fourteen Billion Years Of Cosmic Evolution. Luego colaboró nuevamente con Goldsmith como narrador en el documental 400 Years of the Telescope, estrenado por la PBS en abril de 2009.

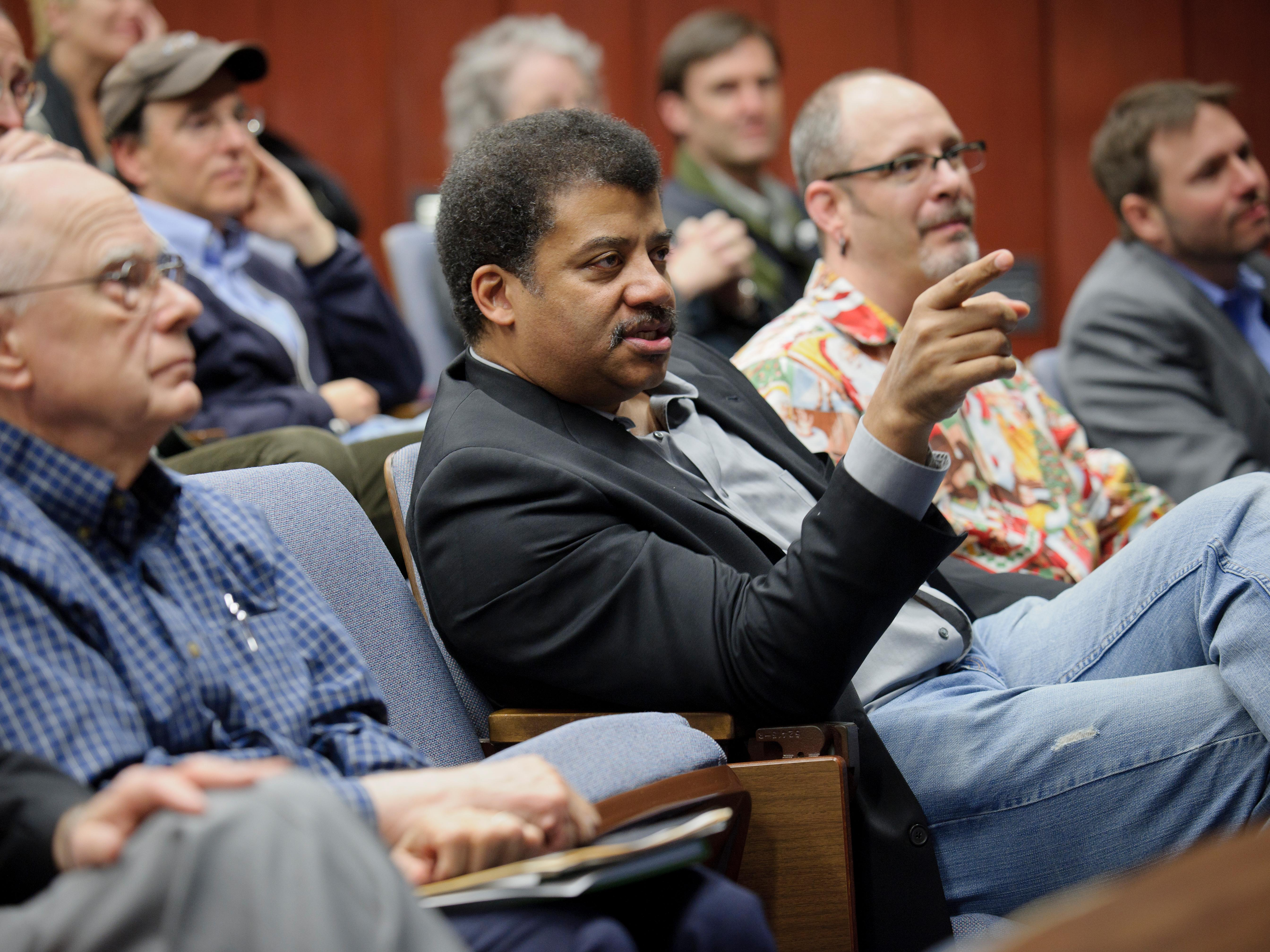
Tyson en diciembre de 2011 en la conferencia que marcaba los 1000 días del lanzamiento del satélite Kepler.

Como director del Planetario Hayden, se rebeló contra el pensamiento tradicional de mantener a Plutón como el noveno planeta, el cual era exhibido así por dicho centro. Explicó que quería cosas en común entre los objetos, agrupando los planetas terrestres en una categoría, los gigantes de gas en otra, y a Plutón con objetos similares, y abandonar la idea de simplemente contar astros. Luego comentaría en The Colbert Report, The Daily Show y BBC Horizon que esta decisión los llevó a recibir grandes cantidades de correos amenazantes, muchos de ellos de niños. En el 2006 la Unión Astronómica Internacional confirmó la evaluación de Tyson cambiando a Plutón a la clasificación de «planeta enano». Daniel Simone escribió en una entrevista que Tyson describió su frustración. «Por un momento, no eramos muy populares aquí en el planetario Hayden».
Ha sido vicepresidente, presidente y director de la Sociedad Planetaria. Es anfitrión del programa de PBS NOVA ScienceNOW, ha sido orador en el simposio de noviembre del 2006, Beyond Belief: Science, Religion, Reason and Survival. En 2007 Tyson fue elegido como invitado regular de la serie El Universo del canal History.
En mayo del 2009, el programa radial de una hora llamado StarTalk, junto a la comediante Lynne Koplitz, distribuido en Los Ángeles y Washington D. C. El programa duró trece semanas, y luego resurgió en 2010 junto a los comediantes Chuck Nice y Leighann Lord. El programa aún se encuentra accesible en Internet vía podcast. En 2012 anunció que aparecería en una serie basada en su popular programa de radio StarTalk distribuida por el canal Nerdist en YouTube. En 2014 fue elegido como presentador de  Cosmos: una odisea de tiempo y espacio, la continuación de la serie presentada por Carl Sagan. Tras el éxito de su primera temporada como presentador en StarTalk, en 2016 se lanzó la segunda parte con 10 episodios.
En enero de 2018 Fox y National Geographic anunciaron la segunda temporada de Cosmos que se titula Cosmos: Mundos posibles y se estrenó en marzo de 2020.

## Puntos de vista
Tyson ha expresado que el concepto de diseño inteligente frustra el avance del conocimiento científico. Cuando se le preguntó si creía en algún poder superior, respondió:

Cada explicación de un poder superior que he visto descrita, de todas las religiones que he visto, incluye muchas afirmaciones respecto a la benevolencia de ese poder. Cuando miro al universo y veo todas las formas en que puede matarnos, encuentro difícil de reconciliar eso con la declaración de benevolencia.
Neil Tyson

En una entrevista en el podcast Point of Inquiry, Tyson se definió como agnóstico.

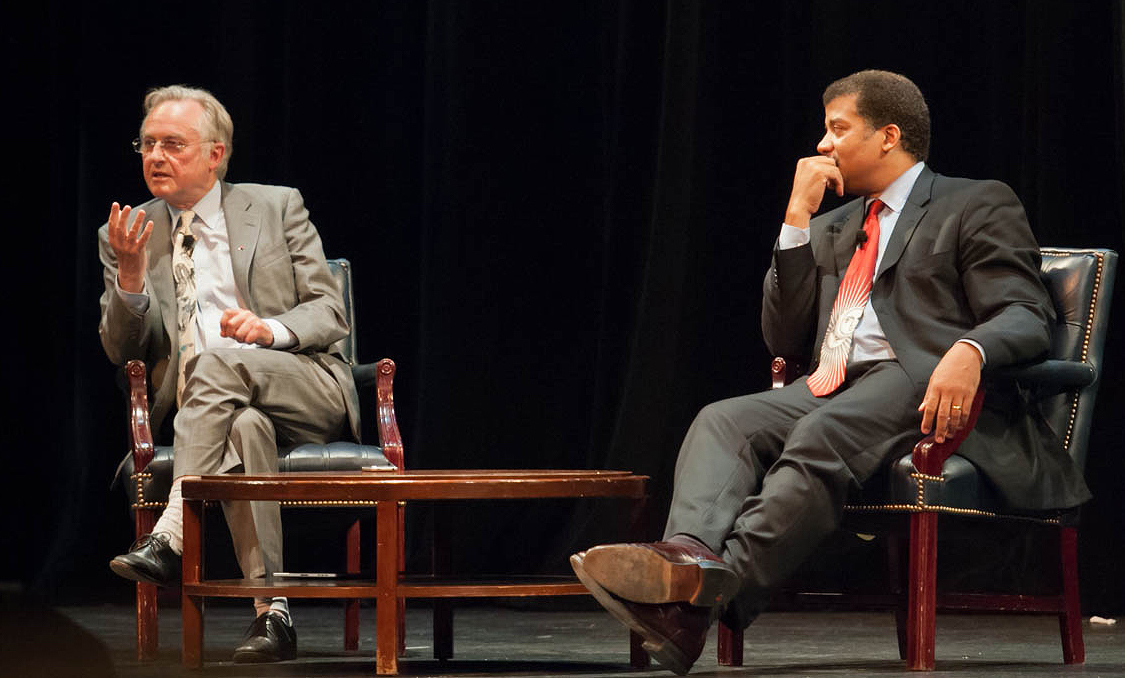
Tyson con el divulgador científico Richard Dawkins en 2010.

Ha escrito y divulgado extensamente sus puntos de vista sobre la religión, espiritualidad y la espiritualidad de la ciencia, incluyendo los ensayos The perimeter of ignorance (‘El perímetro de la ignorancia’) y Holy wars (‘Guerras santas’), ambos publicados por la revista Natural History y el taller Beyond Belief (‘Más allá de la creencia’), en 2006. Tyson ha colaborado con el biólogo Richard Dawkins y han presentado charlas en conjunto sobre ciencia y religión.
Tyson vivía cerca del World Trade Center y fue testigo presencial de los atentados del 11 de septiembre de 2001. Escribió una carta de amplia circulación sobre lo que vio. En junio de 2008, una vez terminadas las elecciones primarias presidenciales del partido Demócrata de 2008, escribió un artículo de opinión para The New York Times en donde presentaba un análisis estadístico de los datos electorales, afirmando que, si las elecciones se realizaran ese mismo día, Barack Obama perdería contra John McCain, mientras que Hillary Clinton podría vencer a McCain.
Tyson colaboró con PETA en un anuncio de servicio público donde afirmaba: «No tienes que ser ingeniero aeroespacial para saber que la bondad es una virtud». También dio una entrevista a PETA, en donde discutía el concepto de inteligencia en humanos y en animales, el fracaso de los humanos para comunicarse de forma significativa con los animales y la necesidad de empatía en los humanos. Una síntesis ineludible de su visión sobre la humanidad puede resumirse en su palabras citadas para la canción "Exist" de Avenged Sevenfold, en el cual proclama un discurso filosófico completamente motivacional donde expresa la perspectiva propia del astrofísico sobre la humanidad, palabras con las que cierra el álbum de la agrupación. En el mismo cita lo siguiente:

Tenemos una esperanza colectiva: la Tierra. Y sin embargo, incontables personas siguen sin esperanza, el hambre y la calamidad abundan. Los enfermos se curvan en los brazos de la guerra. La gente mata y se mata en nombre del concepto de otra persona tiene sobre Dios. ¿Admitimos que nuestros pensamientos y comportamientos surgen de la creencia de que el mundo gira alrededor de nosotros? Cada conflicto fabricado, bomba autodestructiva, avión destructor, cada dictador ficticio, parcial o partidario e hijo descarriado, son parte de las cortinas de los conflictos raciales, étnicos, religiosos, nacionales y culturales de la sociedad. Y entonces tu encuentras el ego humano girando las perillas y tirando de las palancas.

Cuando rastreo las órbitas de asteroides, cometas y planetas. cada una de ellas, bailarinas haciendo piruetas en un ballet cósmico, coreografiado por la fuerza de la gravedad, veo más allá de la difícil situación de los humanos, veo un universo en constante expansión, con sus galaxias incrustadas dentro de la tela de cuatro dimensiones del espacio y el tiempo. Por grande que sea nuestro mundo, nuestros corazones, nuestras mentes, nuestros atlas, el universo es aún más grande. 

Hay más estrellas en el universo que granos de arena en las playas del mundo. Más estrellas en el universo que segundos de tiempo que han pasado desde que la Tierra se formó, más estrellas que palabras y sonidos jamás pronunciados por todos los humanos que han vivido. El día en que cesamos la exploración del cosmos, es el día que amenazamos la continuación de nuestra especie. En ese mundo sombrío, las personas y las naciones que tienen brazos y tienen hambre de recursos, serían propensos a actuar sobre el prejuicio de sus brazos cortos. Y así habría visto el último suspiro de la iluminación humana, hasta el surgimiento de una nueva cultura visionaria que una vez más abarque la perspectiva cósmica. Una perspectiva en la que todos somos apropiadamente uno, sin nadie arriba ni abajo, pero sí dentro [Del Universo]
Neil DeGrasse Tyson

## Apariciones en los medios

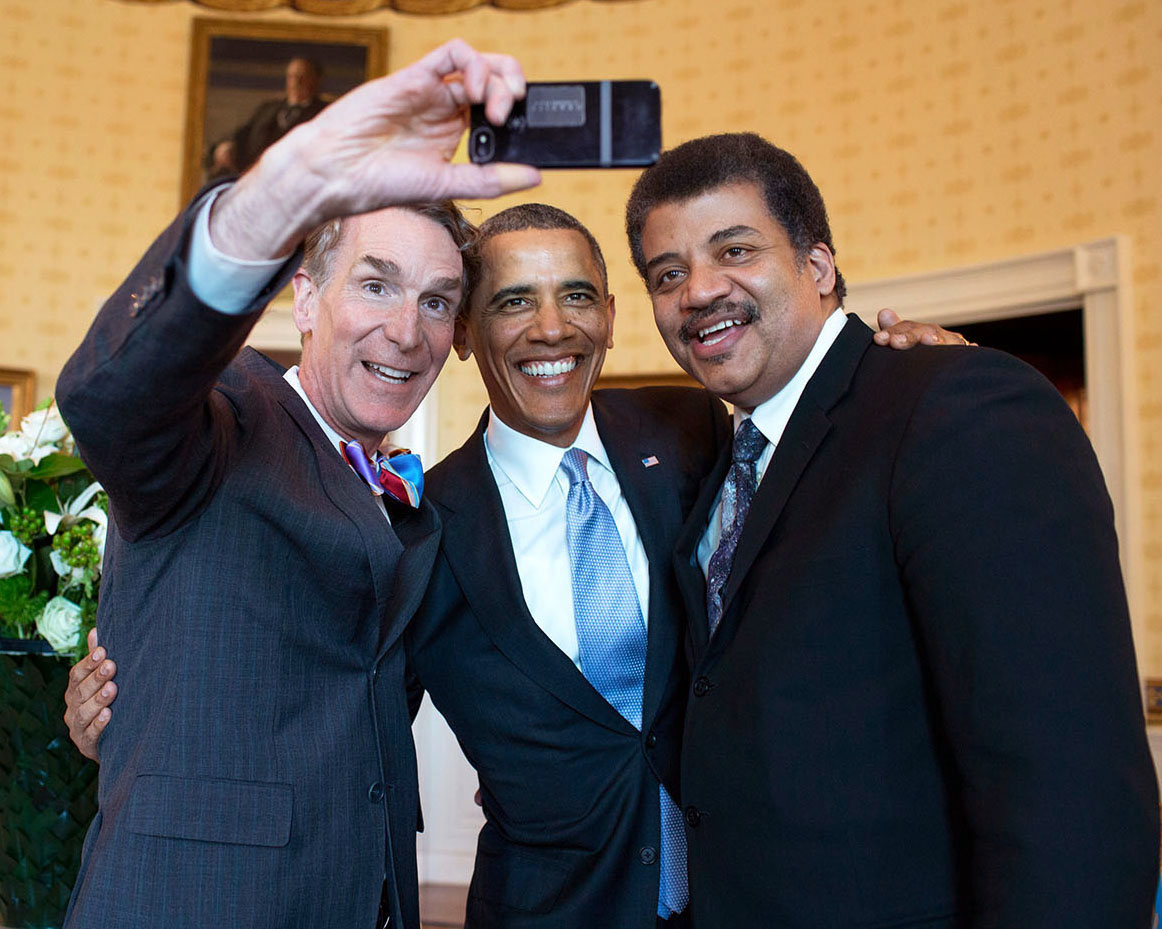
Neil junto a Barack Obama y el científico Bill Nye en 2014.

Como divulgador científico Tyson aparece con regularidad en radio, televisión y otros medios de comunicación. Ha sido un invitado regular en el programa de televisión The Colbert Report, y el anfitrión Stephen Colbert lo menciona en su libro de comedia I am America (and so can you!) con un tono humorístico. Ha aparecido numerosas veces en The Daily Show y también en Late Night, The Tonight Show, Late Night with Jimmy Fallon y The Rachel Maddow Show. Ha sido uno de los entrevistados principales en varios episodios del canal History en el programa The Universe. Participó en la National Public Radio en el programa Wait Wait... Don't Tell Me! en 2007. Ha tenido varias apariciones en Real Time with Bill Maher y en un episodio de ¿Quién quiere ser millonario? como el experto consultado. También participó en varias ocasiones en el popular programa radial Preston and Steve de Filadelfia.
Tyson ha sido invitado para entrevistas en los pódcast The Skeptics' Guide to the Universe and Skepticality y aparece en varios vídeos musicales del proyecto Symphony of Science: «We are all conected», «The Poetry of Reality (An Anthem for Science)», «The Big Begining», «Children of Africa (The Story of Us)» «Onward to the Edge!», «We are Star Dust», «The Secret of the Stars», «Monsters of the Cosmos» y «Beyond the Horizon».
En 2007 fue el orador principal en The Amazing Meeting, una conferencia de ciencia y escepticismo realizada por la Fundación Educativa James Randi.
También ha figurado como invitado, respresentándose a sí mismo, en el episodio «Tormenta cerebral», de Stargate Atlantis. junto a Bill Nye y en los episodios «The apology insufficiency» y «The Conjugal Configuration» de The Big Bang Theory y en el episodio «The Swedes» de Brooklyn Nine-Nine.
Es un participante frecuente en la sección AMA de Reddit (Ask Me Anything) donde es responsable de tres de los diez AMA más populares.

Aparece también en las películas Batman v Superman: Dawn of Justice y Zoolander 2, en ambas representándose a sí mismo, y presta la voz a un personaje en Ice Age: Collision Course. Asimismo, en 2016 prestó su voz para la canción «Exist» de la banda de heavy metal Avenged Sevenfold, en la cual proclama un discurso filosófico completamente motivacional donde expresa la perspectiva propia del astrofísico sobre la humanidad, palabras con las que cierra el álbum The Stage.

## Vida personal
Tyson vive en el Bajo Manhattan con su esposa y sus dos hijos. Es un entusiasta coleccionista de vinos y su colección fue destacada en mayo del 2000 en la revista Wine Spectator y en el 2005 en The World of Fine Wine.

## Obras

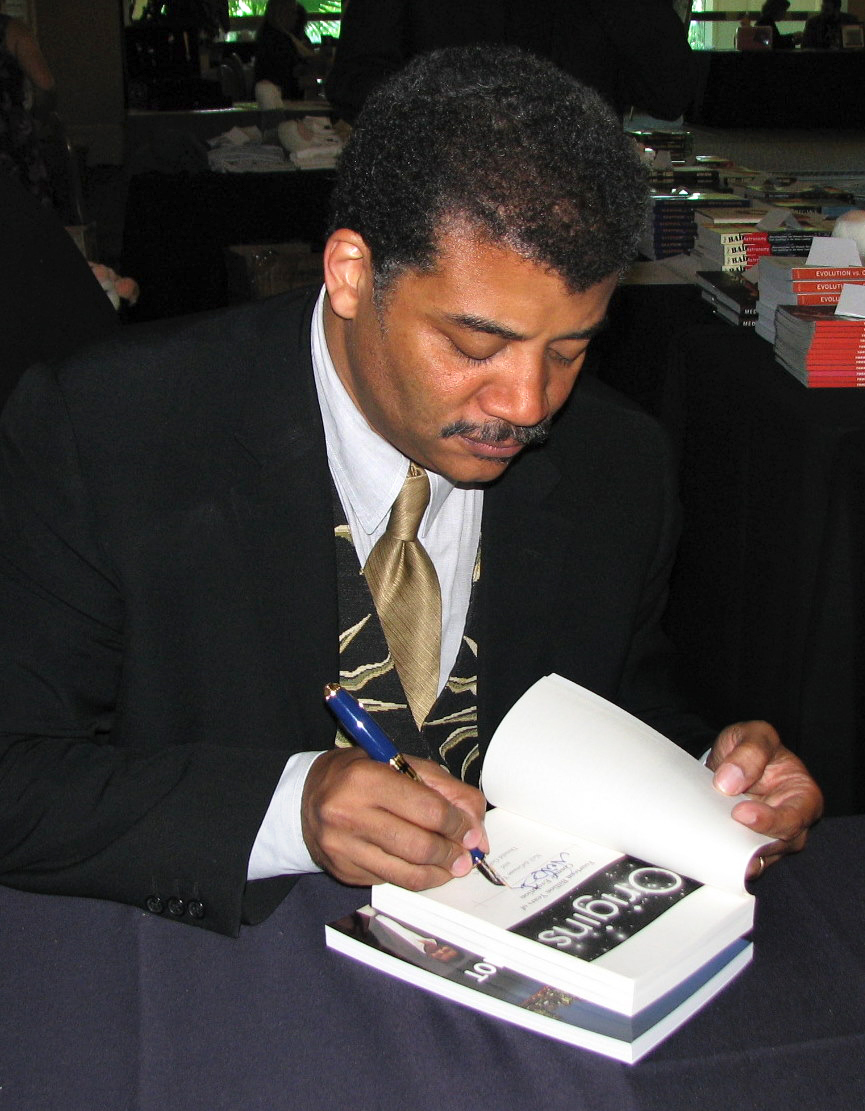
Firmando una copia de su libro Origins en JREF "The Amazing Meeting 6" (2008).

Listado de obras escritas por Tyson:
En negrita las obras publicadas en español.
- Merlin's Tour of the Universe (1989).
- Universe Down to Earth (1994).
- Just Visiting This Planet (1998).
- One Universe: At Home in the Cosmos (2000).
- Cosmic Horizons: Astronomy at the Cutting Edge (2000).
- City of Stars: A New Yorker's Guide to the Cosmos (2002).
- My Favorite Universe (2003) (Serie de doce lecturas).
- Orígenes: catorce mil millones de años de evolución cósmica (Origins: Fourteen Billion Years of Cosmic Evolution, 2004), Paidós, 2014 (coautoría con Donald Goldsmith - también un especial de NOVA). ISBN 978-8-449-33072-8
- El cielo no es el límite (2004) (1.ª ed. 2000 / 2.ª ed. 2004). ISBN 978-1-59102-188-9
- Muerte por agujeros negros y otros dilemas cósmicos (2007).
- The Pluto Files: The Rise and Fall of America's Favorite Planet (2009) (Basado en este libro se hizo un episodio de NOVA del mismo nombre).
- Crónicas del espacio: ante la última frontera (Space Chronicles: Facing the Ultimate Frontier, 2012), Paidós, 2016. ISBN 978-8-449-33276-0
- ¡Bienvenidos al universo! (Welcome to the Universe: An Astrophysical Tour, 2016), Anaya, 2017. ISBN 978-8-441-53970-9
- Astrofísica para gente apurada (Astrophysics for People in a Hurry, 2017), Paidós, 2017. ISBN 978-8-449-33393-4
- Ciencia y guerra: el pacto oculto entre la astrofísica y la industria militar.
- Letters from an Astrophysicist (2019). ISBN 978-1324003311
- Mensajero de las estrellas (Starry Messenger: Cosmic Perspectives on civilization, 2022), Paidós, 2023. ISBN 978-607-569-377-4

## Algunos premios y honores

### Premios
- 2001 Medalla a la Excelencia, Universidad de Columbia, Nueva York
- 2004 Medalla de la NASA al Servicio Público Distinguido
- 2007 Klopsteg Memorial Award ganador
- 2009 Douglas S. Morrow Public Outreach Award de la Space Foundation por sus significativas contribuciones al reconocimiento público de los programas espaciales.[12]
- 2009 Premio Isaac Asimov de la American Humanist Association (Asociación Humanista Estadounidense)[56]

### Doctorados honorarios
- 1997 York College, Universidad de la Ciudad de Nueva York
- 2000 Ramapo College, Mahwah, Nueva Jersey
- 2000 Dominican College, Orangeburg, Nueva York
- 2001 University of Richmond, Richmond, Virginia
- 2002 Bloomfield College, Bloomfield, Nueva Jersey
- 2003 Northeastern University, Boston, Massachusetts
- 2004 College of Staten Island, Universidad de la Ciudad de Nueva York
- 2006 Pace University, Nueva York
- 2007 Williams College, Williamstown, Massachusetts
- 2007 Worcester Polytechnic Institute, Worcester, Massachusetts
- 2008 University of Pennsylvania, Filadelfia, Pensilvania
- 2010 University of Alabama in Huntsville, Huntsville, Alabama
- 2010 Rensselaer Polytechnic Institute, Troy, Nueva York
- 2010 Eastern Connecticut State University, Willimantic, Connecticut
- 2011 Gettysburg College, Gettysburg, Pensilvania
- 2012 Mount Holyoke College, South Hadley, Massachusetts
- 2012 Western New England University, Springfield, Massachusetts

### Honores
- 2001 El asteroide 1994KA fue renombrado a (13123) Tyson, por la Unión Astronómica Internacional
- 2004 Uno de los 50 afroestadounidenses más importantes en investigación científica[57]
- 2007: Entra en la lista "Harvard 100" como uno de los más influyentes de Harvard, en la revista Harvard Alumni, Cambridge. Massachusetts
- 2007 La lista de Time 100, votada por los editores de la revista Time Magazine lo eligen como una de las 100 personas más influyentes del mundo[58]
- 2008 Discover Magazine lo elige como uno de los "50 Best Brains in Science".[59]